# 开战日
《开战日》（丹麥語：9. april）是由導演羅尼·埃茲拉执导的2015年丹麦战争片，由拉斯·米克森和皮魯·艾斯貝克主演。这部影片描述了第二次世界大戰中1940年4月9日纳粹德国对丹麦的入侵。为阻止德国入侵，丹麦一个自行车步兵排被作为先锋队派遣到边境，以减慢德国军队的前进速度，直到主力部队到达边境。
《開戰日》製作預算為2,200萬丹麥克朗，並得到丹麥國家電影學校、丹麥第二電視台和哈澤斯萊烏市鎮政府的支持。於2015年3月12日在丹麥電影院正式上映。

## 剧情
1940年4月9日夜间，丹麦军队接到警报，德国军队已经越过边界，丹麦现在正与欧洲最强的军队交战。在南日德兰，一个丹麦自行车步兵连和摩托车排奉命推迟德军的前进，直到增援部队能够到达，但很快被德军的优势压倒。早晨，Sand中尉（Pilou Asbæk）和他的一排士兵与德国人作战，然后撤退到哈泽斯莱乌。

## 演员
| 演員                 | 角色            | 简介 | 备注 |
| -------------------- | --------------- | ---- | ---- |
| 拉尔斯·米科尔森      | 中校 Hintz      |      |      |
| 皮鲁·艾斯贝克        | 少尉 Sand       |      |      |
| 马丁·格雷斯-罗森塔尔 | 中尉 Gjermansen |      |      |

## 評價
該部電影得到丹麥褒貶不一但普遍好評的評價，《貝林時報》和Ekko給予其5顆星（滿分為6顆星），其餘評價則位在2～5顆星不等。

## 外部連結
- 互联网电影数据库（IMDb）上《開戰日》的资料（英文）
- 爛番茄上《開戰日》的資料（英文）